# Microrégion d'Aracaju

Localisation de la microrégion d'Aracaju dans l'État du Sergipe.

La microrégion d'Aracaju est l'une des sept microrégions qui subdivisent l'Est de l'État du Sergipe au Brésil.
Elle comporte quatre municipalités qui regroupaient 759 681 habitants après le recensement de 2007 pour une superficie totale de 860 km2.

## Municipalités
- Aracaju
- Barra dos Coqueiros
- Nossa Senhora do Socorro
- São Cristóvão